# Leologane
Leologane is een dorp in het district Kweneng in Botswana. De plaats telt 823 inwoners (2011).